# Shapeshifter
Shapeshifter es el octavo álbum de estudio de la banda estadounidense de metalcore Memphis May Fire. Fue lanzado el 28 de marzo de 2025 a través del sello de la banda, Rise Records, y fue producido por Kellen McGregor.

## Antecedentes y promoción
Después del lanzamiento de Remade in Misery  (2022), la banda realizó una gira durante 2023 y 2024, uniéndose a Asking Alexandria, The Word Alive y Archers en la gira All My Friends y co-encabezando la gira We Want Your Misery, junto con Atreyu, además de unirse a la banda alternativa Anberlin como reemplazo en vivo del vocalista Stephen Christian a lo largo de 2024.
El 17 de abril de 2024, la banda lanzó un nuevo sencillo titulado "Chaotic" con un video musical correspondiente. Un segundo sencillo, Paralyzed, fue lanzado el 26 de junio de 2024, seguido de los sencillos "Necessary Evil" el 31 de julio, "Infection" el 4 de septiembre y "Hell Is Empty" el 9 de octubre. El sexto sencillo, Shapeshifter, fue lanzado el 20 de noviembre de 2024; coincidiendo con el anuncio de su próximo álbum de estudio, también titulado Shapeshifter, programado para el 28 de marzo de 2025.

## Lista de canciones
Todas las letras escritas por Memphis May Fire, toda la música compuesta por Memphis May Fire. 
| N.º | Título                                           | Duración |  |
| 1.  | «Chaotic»                                        | 2:51     |  |
| 2.  | «Infection»                                      | 2:47     |  |
| 3.  | «Overdose» (con Christian Lindskog de Blindside) | 3:07     |  |
| 4.  | «Paralyzed»                                      | 3:15     |  |
| 5.  | «Hell Is Empty»                                  | 2:57     |  |
| 6.  | «Necessary Evil»                                 | 2:56     |  |
| 7.  | «The Other Side»                                 | 3:45     |  |
| 8.  | «Shapeshifter»                                   | 3:05     |  |
| 9.  | «Versus»                                         | 1:39     |  |
| 10. | «Love Is War»                                    | 3:40     |  |

## Personal
Memphis May Fire
- Matty Mullins – voz principal, composición
- Kellen McGregor – guitarras, coros, teclados, programación, producción, composición
- Cory Elder – bajo
- Jake Garland – batería

Músicos adicionales
- Christian Lindskog : voz (pista 3).